# Великосербуловка
Великосербуловка (укр. Великосербулівка) — село в Еланецком районе Николаевской области Украины.
Основано в 1751 году. Население по переписи 2001 года составляло 785 человек. Почтовый индекс — 55530. Телефонный код — 5159. Занимает площадь 2,19 км².

## Местный совет
55530, Николаевская обл., Еланецкий р-н, с. Великосербуловка, ул. Октябрьская, 25